# سو یه هوا
سو یه هوا (کره‌ای: 서예화؛ زادهٔ ۸ مارس ۱۹۸۹) بازیگر و مدل اهل کره جنوبی است. او به خاطر ایفای نقش در درام‌های فوق برنامه، فروشگاه ست بیول و وینچنزو شناخته می‌شود.

## حرفه
سو یه-هوا زادهٔ ۸ مارس ۱۹۸۹ در سئول، کره جنوبی است. او به کمپانی نامو اکتورز پیوست و حرفهٔ بازیگری خود را در سال ۲۰۰۸ آغاز کرد. او در درام واحد تحقیقات پدربزرگ حضور پیدا کرد. پس از آن در درام‌های دیگری همچون وینچنزو، فروشگاه ست بیول، فوق برنامه و زندگی خصوصی او ایفای نقش کرد.